# Landelin Winterer
Landelin (ou Landolin) Winterer (né le 28 février 1832 et décédé le 30 octobre 1911) est un chanoine et un curé à Mulhouse.
Il a également été député protestataire d´Altkirch au Reichstag à partir de 1874.
Un portrait de Landelin Winterer peint par Caroline Sorg est conservé à l´église Saint-Étienne de Mulhouse.
Un quai porte son nom à Strasbourg ainsi qu'une rue à Mulhouse.

## Écrits
- Le socialisme contemporain, 1878, en ligne sur Gallica